# کارولین مونرو
 کارولین مونرو (انگلیسی: Caroline Munro؛ زادهٔ ۱۶ ژانویهٔ ۱۹۴۹) یک هنرپیشه، و خواننده اهل بریتانیا است. وی از سال ۱۹۶۹ میلادی تاکنون مشغول فعالیت بوده‌است.
از فیلم‌های معروف او می‌توان به بازی در فیلم جنگ ستارگان ورای بعد سوم، جاسوسی که دوستم داشت، سفر طلایی سندباد اشاره کرد.